# Some Day One Day
«Some Day One Day» (с англ. — «Однажды») — четвёртая песня второго студийного альбома британской рок-группы Queen. Написана Брайаном Мэем, исполняется им же. «Some Day One Day» никогда не исполнялась на концертах. Песня выражает в краткой форме «белую сторону» альбома.

## О песне
«Some Day One Day» — баллада, в которой накладываются одновременно друг на друга акустическая и электрическая гитары. Как и в «Procession» и «Father to Son», несколько партий электрогитары наложены друг на друга для придания особого многослойного звучания.

Брайан Мэй о Some Day One Day:

Some Day One Day родилась из моей печали о том, что отношения, казалось бы, не могут быть безупречными на земле, и я представлял место в вечности, где вещи были бы другими… Акустическая «щекотка» и наложенные гладкие длительные электрогитары были предназначены, чтобы написать картину этого мира. В то время люди ещё говорили мне, что я не смогу накладывать свои полностью перегруженные гитары на акустический ритм. Но, конечно, я смог.
Оригинальный текст (англ.)Well, "Some Day One Day" was born of my sadness that a relationship seemingly couldn't be perfect on earth, and I was visualising a place in eternity where things would be different ... the acoustic 'tickling' and the overlaid smooth sustained electric guitars were intended to paint a picture of that world. I was still at the point where people were telling me you couldn't overlay my kind of fully overloaded guitar on an acoustic rhythm. But of course, you can.

Мэттэрс Фурнисс в своей книге «Queen — Uncensored on the Record» утверждает, что композиция напоминает какую-нибудь старую английскую фолк-песню. Ещё он замечает, что это самый лёгкий трек на альбоме, который вносит разнообразие в зеппелиновский стиль пластинки. Ничего особенного автор книги в песне выделить не может.
Терри Стаунтон заявил, что «Some Day One Day» преподносит себя как народную песню, исполняемую компанией у костра".
Мелодия и текст песни оказали влияние на другую композицию Мэя «Long Away» с альбома A Day at the Races.

## Участники записи
- Брайан Мэй — электрогитара, акустическая гитара, вокал
- Джон Дикон — бас-гитара
- Фредди Меркьюри — бэк-вокал
- Роджер Тейлор — ударная установка, бэк-вокал

## Комментарии
1. ↑  Примечательно то, что это первая песня Queen, которая была исполнена Брайаном Мэем[1].